# Perusjtitsa
Perusjtitsa (bulgariska: Перущица) är en ort i Bulgarien.   Den ligger i kommunen obsjtina Perusjtitsa och regionen Plovdiv, i den centrala delen av landet, 120 km sydost om huvudstaden Sofia. Perusjtitsa ligger 407 meter över havet och antalet invånare är 5 350.
Terrängen runt Perusjtitsa är varierad, och sluttar norrut. Runt Perusjtitsa är det ganska glesbefolkat, med 50 invånare per kvadratkilometer.. Närmaste större samhälle är Plovdiv, 19,9 km nordost om Perusjtitsa.
I omgivningarna runt Perusjtitsa växer i huvudsak blandskog.